# Мухаммад, Диего
Диего Мухаммад бин Робби Михельс (индон. Diego Muhammad bin Robbie Michiels; 8 августа 1990 год, Девентер, Нидерланды) — нидерландский и индонезийский футболист, защитник клуба «Борнео».

## Карьера

### Клубная карьера
Воспитанник клуба «Гоу Эхед Иглз», за который профессионально выступал на протяжении двух лет. В 2011 году перебрался в Индонезию, где выступал за «Пелита Бандунг Рая», «Персия Джакарта», был также в аренде в «Ареме». В 2013 году выступал за клуб «Сривиджая» под номером 94.

### Сборная
В 2011 году Диего был приглашен индонезийской футбольной ассоциации для игр за олимпийскую сборную Индонезии в Джакарте. По данным издания, он был заинтересован в присоединении к индонезийской национальной команде, хотя он должен был бы отказаться от своего нидерландского паспорта. Срок действия его паспорт истёк 7 апреля 2011 года, после чего он стал оформлять индонезийское гражданство. Наряду с другими натурализованными иностранцами, среди которых Кристиан Гонсалес, Джо Сук и Рубен Вуарбанаран сможет играть за Индонезии. Он дебютировал за Индонезию в отборочном матче к ЧМ-2014 против Бахрейна 29 февраля 2012 года.

## Личная жизнь
Диего принял ислам в 2013 году и взял исламское имя Диего Мухаммад бин Робби Михельс.